# Герб Отаманівки
Герб Отаманівки — офіційний символ міста Отаманівка, Луганського району Луганської області.
Затверджений рішенням міської ради від 15 квітня 2004 року рішенням  №15/274.

## Опис
У верхній частині герба на горизонтальній плашці червоного кольору міститься напис «Молодогвардійськ» жовтими літерами. Із нижніх кутів плашки герб ділиться двома діагоналями на чотири частини у вигляді трикутників із вершинами в центрі щита. Центр щита заповнює зображення шматків вугілля у квадраті чорно-білого кольору. У верхній частині трикутника над вугіллям поміщена зелена смужка, що означає зелене поле з сонцем, яке підіймається на тлі блакитного неба.
Дата заснування міста, 1954 рік, поміщена в нижній частині трикутника на тлі стіни з цегли. Справа і зліва в трикутниках білого кольору розміщені атрибути перших будівників і шахтарів міста — обушок і лопата.
Обрамляє щит лаврова гілка, оповита синьо-жовтою стрічкою з гербом України у верхній частині.

## Історія
1993 року існував проєкт герба міста Молодогвардійська, який широко відомий завдяки сувенірним значкам: 
"У верхній частині щита в червоному полі два золотих покладених в косий хрест відбійних молотки. В нижній - в чорному полі срібна балка, в яку впирається зверху срібний напівстовп."